# Zayed bin Sultan al Nahayan
O Xeque Zayed bin Sultan al Nahyan (em árabe: الشيخ زايد بن سلطان أل نهيان)‎, (6 de maio de 1918 – 2 de novembro de 2004) foi o principal arquiteto dos sete Emirados Árabes Unidos, era o governante de Abu Dhabi e foi presidente da união de emirados durante mais de 30 anos (1971–2004).

## Carreira
Aos nove anos, após a morte do pai, que governou Abu Dhabi entre 1922 e 1926, foi viver para o oásis de al Ain. Ali passou a juventude e teve a sua educação religiosa. A 9 de outubro de 1968, Zayed assumiu, por indicação de um irmão, o controlo de Abu Dhabi, que começava a sair da pobreza graças à descoberta de petróleo no território. Zayed instituiu uma estrutura de governo formal e iniciou um programa de construção de casas, escolas, serviços de saúde, assim como ordenou a construção de um aeroporto, um porto de mar, estradas e uma ponte entre a ilha de Abu Dhabi e o continente.
Consciente que para desenvolver o emirado tinha de se unir aos seus vizinhos, iniciou negociações para a criação de um estado comum. Este viria a ser oficialmente criado em fevereiro de 1972, com Zayed Bin al Nahyan a ser eleito 1.° Presidente dos Emirados Árabes Unidos.
Zayed Bin al Nahyan faleceu a 2 de novembro de 2004, após prolongada doença, tendo sido substituído na presidência dos Emirados Árabes Unidos pelo filho Khalifa bin Zayed al Nahyan. Entretanto, os Emirados Árabes Unidos já se haviam tornado num país muito rico e próspero.